# Celîlê Celîl
Celîlê Celîl (født 1936) er en kurdisk historiker, forfatter og kurdolog. Han blev født i Jerevan og studerede historie ved Jerevan Statsuniversitet og det Orientalske Akademi i Leningrad. Hans afsluttende afhandling omhandlede de kurdiske opstande i det 19. århundrede. Han færdiggjorde sin PhD i 1963 og arbejdede ved det Videnskabelige Akademi fra 1963 til 1993, hvor han var leder af den kurdologisk afdeling. Han samlede sammen med sin bror, Ordîxanê Celîl, jesidisk religiøs poesi og kurdiske legender. Efter Sovjetunionens kollaps flyttede han til Østrig og underviste på Wien Universitet, hvor han stadig arbejder.